# Rhabdospora acantophila
Rhabdospora acantophila är en lavart som beskrevs av C. Massal. 1900. Rhabdospora acantophila ingår i släktet Rhabdospora och familjen Mycosphaerellaceae.   Inga underarter finns listade i Catalogue of Life.